# 松村寛治
松村 寛治（まつむら かんじ、1899年（明治32年）11月5日 - 1944年（昭和19年）11月18日）は、日本の海軍軍人。太平洋戦争において潜水艦長として11隻の連合国船舶を撃沈破。戦死後2階級特進した海軍中将である。

## 概要
山口県出身。海軍兵学校（50期)。松村は水雷学校高等科、潜水学校甲種学生を修了した潜水艦専攻の士官で、呂六十型潜水艦3隻（呂六一、呂六五、呂六六）の艦長を務めている。1935年11月（昭和10年）少佐、1940年（昭和15年）1月中佐へ進級。翌年10月に伊号第二十一潜水艦長に就任し、太平洋戦争開戦を迎える。
1941年（昭和16年）11月26日、真珠湾攻撃に向かう南雲機動部隊の哨戒部隊として単冠湾を出撃した。同攻撃後、米西海岸で通商破壊作戦に従事しタンカー2隻を撃沈破したのをはじめ、退艦する1943年（昭和18年）3月までに豪州方面などで9隻の船舶を撃沈破している。この間飛行偵察や、輸送、砲撃などの任を果たし、特殊潜航艇によるシドニー湾攻撃に参加した。
潜水学校教官に転じ1944年（昭和19年）5月大佐に進級。同年9月12日、第三十四潜水隊司令に補され、伊号第百七十七潜水艦に座乗しパラオ方面に出撃したが消息を絶つ。戦死認定日は11月18日であるが、米側の資料では10月3日に米護衛駆逐艦「サミュエル・S・マイルズ」が同艦を撃沈している。